# Билали, Сулейман
Сулейман Ванджау Билали (англ. Suleiman Wanjau Bilali; род. 5 июня 1978, Найроби) — кенийский боксёр, представитель первой наилегчайшей весовой категории. Выступал за национальную сборную Кении по боксу в 2000-х годах, двукратный чемпион Всеафриканских игр, победитель и призёр многих турниров международного значения, участник двух летних Олимпийских игр.

## Биография
Сулейман Билали родился 5 июня 1978 года в Найроби, Кения. Младший брат известного кенийского боксёра Ибрагима Билали, бронзового призёра Олимпийских игр 1984 года в Лос-Анджелесе.

### Любительская карьера
На Африканской олимпийской квалификации 2000 года в Каире занял первое место в первом наилегчайшем весе и таким образом удостоился права защищать честь страны на летних Олимпийских играх в Сиднее. В категории до 48 кг благополучно прошёл первого соперника по турнирной сетке, тогда как во втором четвертьфинальном бою со счётом 10:11 потерпел поражение от испанца Рафаэля Лосано, который в итоге стал серебряным призёром этого олимпийского турнира.
После сиднейской Олимпиады Билали остался в основном составе кенийской национальной сборной и продолжил принимать участие в крупнейших международных турнирах. Так, в 2001 году он стал чемпионом Кении в наилегчайшем весе и взял бронзу на чемпионате Африки в Порт-Луи.
В 2002 году боксировал на Играх Содружества в Манчестере, остановился в 1/8 финала первого наилегчайшего веса.
В 2003 году одержал победу на Всеафриканских играх в Абудже, выступил на Афроазиатских играх в Хайдарабаде.
На Всеафриканских играх 2007 года в Алжире вновь победил всех соперников по турнирной сетке, добавив в послужной список ещё одну золотую медаль.
В 2008 году боксировал на Кубке президента АИБА в Тайбэе, остановился в четвертьфинале, проиграв казаху Биржану Жакыпову. На Африканской олимпийской квалификации в Алжире сумел дойти до финала, выиграв у всех соперников кроме представителя Намибии Джафета Уутони — тем самым прошёл отбор на Олимпийские игры в Пекине. На сей раз уже в первом поединке категории до 48 кг со счётом 3:9 потерпел поражение от доминиканца Винстона Мендеса Монтеро и сразу же выбыл из борьбы за медали.

### Профессиональная карьера
По окончании пекинской Олимпиады Сулейман Билали покинул расположение кенийской сборной и апреле 2009 года выступил на профессиональном уровне. Проиграл свой дебютный бой техническим нокаутом и на том завершил спортивную карьеру.